# Christos Burmbos
Christos Burmbos (gr. Χρήστος Μπούρμπος; ur. 1 czerwca 1983 roku w Janinie, Grecja) – grecki piłkarz, grający na pozycji prawego obrońcy.

## Kariera piłkarska

### Kariera klubowa
Rozpoczął karierę piłkarską w klubie juniorów PAS Janina. 1 lipca 2001 roku podpisał kontrakt z seniorskim zespołem tej drużyny, która występowała wówczas w drugiej lidze. W sezonie 2001/2002 jego drużyna zajęła 1. miejsce i dzięki temu awansowała do Superleague Ellada. W sezonie 2002/2003 jego klub popadł w kłopoty finansowe. Początkowo drużynie odjęto 12 punktów za długi wobec innych klubów, jednak kara ta została cofnięta po zwożeniu odwołania się od tej decyzji. Jednak w kwietniu 2003 roku odjęto zespołowi po 3 punkty za każdą kolejkę (–90 punktów za 30 kolejek). Była to kara za długi wobec byłych piłkarzy, które łącznie wynosiły około 900 tysięcy €. W takich okolicznościach jego drużyna uplasowała się na ostatniej, 16. pozycji z dorobkiem –65 punktów i została zdegradowana do drugiej ligi. W sezonie 2003/2004 ukończył z ekipą rozgrywki na 14. miejscu, które oznaczało konieczność grania baraży o utrzymanie. PAS Janina przegrała ten mecz 1–3 z drużyną Ilysiakos Ateny i spadła do III ligi. Jednak Christos Burmbos 1 lipca 2004 roku na zasadzie wolnego transferu przeniósł się do klubu AEK Ateny, który wówczas występował w Superleague Ellada. W sezonie 2004/2005 uplasował się z tym zespołem na 3. miejscu, tracąc tylko 3 punkty do zwycięzcy Olympiakosu SFP. W następnym sezonie poprawili swoje osiągnięcie zajmując 2. miejsce na finiszu rozgrywek. Wówczas ponownie stracili 3 punkty do mistrza Grecji, którym znowu okazał się Olympiakos SFP. Po tym sezonie Christos Burmbos 1 lipca 2006 roku został wypożyczony do AO Kerkira – zespołu, które wówczas awansował do I ligi. W 2006/2007 uplasował się z tą drużyną na 14. miejscu, które oznaczało degradację do drugiej ligi. Jednak 30 czerwca 2007 roku powrócił z wypożyczenia do AEK Ateny. W jego barwach w sezonie 2007/2008 uzyskał z klubem 2. miejsce. Według ówczesnych zasad drużyna musiała stoczyć walkę w barażach o miejsce w eliminacjach do Ligi Mistrzów. Jednak w barażach jego ekipa zajęła 2. pozycję i musiała zadowolić się udziałem w Pucharze UEFA. Kwalifikację do eliminacji Ligi Mistrzów uzyskał lokalny rywal – Panathinaikos AO – który wygrał baraże. 1 lipca 2008 roku na zasadzie wolnego transferu przeszedł do Iraklisu Saloniki. W sezonie 2008/2009 uplasował się z tym zespołem na 10. miejscu. 1 lipca 2009 roku ponownie zmienił klub. Tym razem podpisał kontrakt z zespołem OF Irakleiou, który wówczas spadł do drugiej ligi. W sezonie 2009/2010 zajął z tą drużyną 3. miejsce, które dawało możliwość gry w barażach o awans do I ligi. Jednak w barażach OF Irakleiou uzyskało 2. pozycję, w związku z czym pozostało w II lidze. W następnym sezonie jego drużyna ponownie uplasowała się na 3. miejscu i znów zagrała w barażach o Superleague. Tym razem jego ekipa wygrała play-offy i uzyskała awans do pierwszej ligi. Sezon 2011/2012 jego zespół zakończył na 10. pozycji. W następnym sezonie uzyskał ze swoją drużyną 14. miejsce, które było ostatnim bezpiecznym miejscem dającym utrzymanie się w Superleague. W sezonie 2013/2014 wraz z OF Irakleiou spisali się dużo lepiej. Uplasowali się na 6. miejscu, zdobywając 44 punkty. 7 lipca 2014 roku przeszedł na zasadzie wolnego transferu do Panathinaikosu AO.

### Kariera reprezentacyjna
Jeorjos Kutrumbis wystąpił dotychczas w młodzieżowej reprezentacji Grecji U19 w jednym spotkaniu oraz w U21 w ośmiu spotkaniach.